# Denis Valentinovič Berezovskij
Denis Valentinovič Berezovskij (in russo Дени́с Валенти́нович Березо́вский?; in ucraino Денис Валентинович Березовський?, Denys Valentynovyč Berezovs'kyj; Kharkiv, 15 luglio 1974) è un ammiraglio russo.
Nominato comandante in capo della marina militare ucraina il 1º marzo 2014, durante la crisi della Crimea, il giorno seguente disertò in favore delle autoproclamate autorità separatiste filorusse locali. Poche settimane dopo venne nominato dal ministro della Difesa russo Sergej Šojgu vicecomandante della flotta del Mar Nero.

## Biografia
Diplomatosi all'Accademia Nakhimov di Sebastopoli nel 1996, fu comandante della fregata Hetman Sahaydačnyj dal 2002 al 2005. Promosso retroammiraglio il 6 dicembre 2012. Tra il 2012 ed il 2013 guidò le esercitazioni congiunte tra la marina statunitense e quella ucraina. 
Il 1º marzo 2014, durante le fasi iniziali dell'occupazione russa della Crimea, Berezovskij fu nominato dal presidente ad interim ucraino Oleksandr Turčynov Comandante in capo della Marina Ucraina. Il giorno successivo Berezovskij ha indetto una conferenza stampa presso la base della marina russa a Sebastopoli per dichiarare la sua fedeltà alle autoproclamate autorità indipendentiste della Crimea sostenute dalla Russia "giurando fedeltà al popolo della Crimea". Le dichiarazioni dell'ufficiale furono salutate dal leader filorusso della Crimea Sergej Aksënov il quale poi annunciò che Berezovskij avrebbe comandato la Marina della Repubblica di Crimea. Il ministro della Difesa ucraino Ihor Tenjuk ha quindi immediatamente rimosso il Comandante della Marina "per non aver gestito la Marina in condizioni estreme" sostituendolo con Serhij Gajduk.
Il 3 marzo 2014, sia Berezovskij che Gajduk si sono rivolti agli ufficiali della marina ucraina. Gli ufficiali sono scoppiati in un applauso quando Gajduk ha letto loro l'ordine che rimuoveva Berezovskij dal comando e alla notizia dell'apertura di un'indagine per altro tradimento; infine hanno cantato spontaneamente l'inno nazionale ucraino. Berezovskij ha poi tentato senza successo di attirare gli ufficiali verso la nuova flotta di Crimea di cui era stato nominato capo, assicurando loro che avrebbero mantenuto i loro ranghi e che non ci sarebbe stata alcuna interruzione del pagamento degli stipendi. Ha quindi affermato che "Viktor Janukovyč è il presidente legittimamente eletto dell'Ucraina" e che quindi non sarebbe stata violazione del giuramento se avessero servito la Crimea poiché "la presa del potere a Kiev è stata orchestrata dall'estero" (riferendosi ad Euromaidan).
Il 5 marzo successivo il procuratore generale dell'Ucraina ha emanato un mandato di cattura nei confronti di Berezovskij per tradimento.
Il 24 marzo 2014, il ministro della Difesa russo Sergej Šojgu ha nominato Berezovskij nuovo vicecomandante della flotta russa del Mar Nero durante una visita in Crimea. Ha ricoperto questo incarico fino al 15 ottobre 2015. Nel novembre 2018 fu nominato vicecomandante della flotta del Pacifico. Il 20 febbraio 2020 è stato promosso al grado di viceammiraglio.